# Alexei Kapitonowitsch Gastew

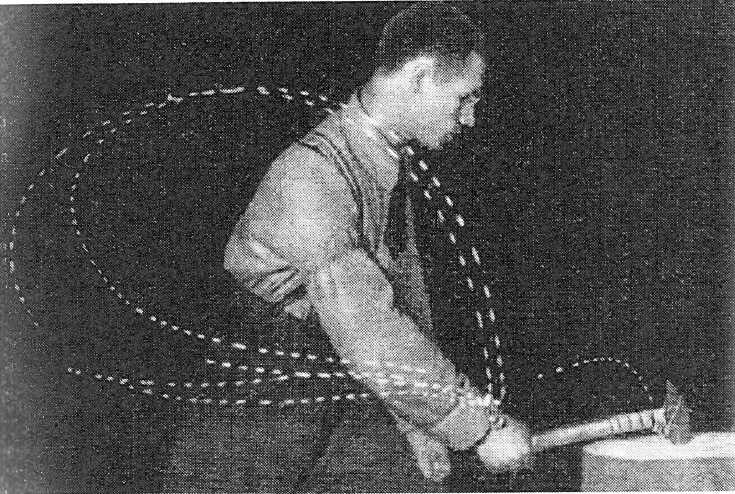
Alexei Kapitonowitsch Gastew (zwischen 1922 und 1924)

Alexei Kapitonowitsch Gastew (russisch Алексей Капитонович Гастев, wiss. Transliteration Aleksej Kapitonovič Gastev; * 26. Septemberjul. / 8. Oktober 1882greg. in Susdal, Russisches Kaiserreich; † 15. April 1939 in Kommunarka) war ein russischer Gewerkschaftsaktivist und Dichter. Er nahm an der Russischen Revolution von 1905 teil.

## Leben
Gastew war der Sohn eines Lehrers und einer Näherin. Er immatrikulierte sich am Pädagogischen Institut in Moskau, von dem er allerdings wegen Teilnahme an Zusammenkünften der Revolutionäre ausgeschlossen wurde. 1901 wurde er Mitglied der Sozialdemokratischen Arbeiterpartei Russlands. Er führte in der Stadt Kostroma eine Kampfgruppe an und rief die Arbeiter in den nördlichen Städten Russlands zum Streik auf. Gastew war mit den Bolschewiki verbunden und korrespondierte mit Lenin, von dem er im Zeitraum 1905 bis 1907 Aufträge erhielt.
Aufgrund seiner revolutionären Aktivitäten wurde Gastew mehrfach verhaftet und ins Exil in den Norden und Osten Russlands geschickt. Jedes Mal gelang es ihm, zu fliehen und illegal in Russland und anderswo in Europa zu leben.
Zwischen 1901 und 1907 verbrachte Gastew die meiste Zeit im Exil, auf der Flucht oder als Arbeiter in russischen und westeuropäischen Fabriken und lebte teils unter fremden Namen. Durch seinen direkten Umgang mit dem Proletariat entwickelte er ein pragmatisches Verständnis für den Marxismus. Die Revolution bedeutete für Gastew, den Arbeitern die Kontrolle über ihren Alltag und alle Arbeitsprozesse zu geben. Bereits 1906 war Gastew in die Aktivitäten der einflussreichen Gewerkschaft der Metallarbeiter in St. Petersburg involviert. Gastew distanzierte sich ab 1907 von den Aktivitäten der Bolschewiki. 
Nach seiner Flucht aus dem Exil lebte Gastew von 1910 bis 1913 in Paris, wo er in verschiedenen Fabriken arbeitete. Dort kam er in Kontakt mit dem französischen Syndikalismus und nahm zahlreiche Sichtweisen und Überzeugungen dieser Form des Gewerkschafts-Sozialismus an. Gastew sah in den Gewerkschaften das wirkungsvollste Instrument gegen den Kapitalismus, indem sie direkten Einfluss auf die Lebens- und Arbeitsbedingungen der Arbeiter ausüben konnten. 1913 kehrte er nach Russland zurück. 1914 wurde er abermals gefangen genommen und für 4 Jahre ins Exil nach Narym geschickt, aus dem er floh. 1917 ging er nach Petrograd. Von 1917 bis 1918 war Gastew der gewählte Vorsitzende des Zentralkomitees der neu gegründeten Gesamt-Russischen Gewerkschaft der Metallarbeiter. 1918 nahm er aktiv an der Konferenz der Gewerkschaft teil.
Inspiriert von den Arbeiten des US-amerikanischen Ingenieurs Frederick Winslow Taylor zum wissenschaftlichen Management von Arbeitsprozessen (Scientific Management), beschäftigte sich Gastew ausführlich mit Fragen der Rationalisierung im Rahmen der NOT (russ. Научная организация труда, Wissenschaftliche Arbeitsorganisation). NOT war eine Bewegung, die von ihm initiiert wurde und die sich Anfang der 1920er Jahre in der UdSSR mit Erfolg etablierte.
1920 gründete Gastew das Zentralinstitut für Arbeit (CIT) in Moskau, das er selber als „Gesamtkunstwerk“ betrachtete. Die Gründung des Instituts wurde ausdrücklich von Lenin begrüßt, der die notwendigen finanziellen Ressourcen organisierte. Das Institut analysierte Arbeitsprozesse im Detail und machte dabei von den damals neuen Medien, wie Film und Fotografie, Gebrauch. Die Analysen von repetitiven Prozessen, wie Hammerschläge und Bedienung von Maschinen, konnten so zu einer Rationalisierung der Arbeit und zur Verbesserung der Arbeitsbedingungen beitragen. Dazu wurden zahlreiche Publikationen veröffentlicht, die Vorschläge zur Organisation und Einrichtung von Arbeitsplätzen unterbreiteten. Einer der führenden Köpfe des CIT war der Bewegungswissenschaftler Nikolai Alexandrowitsch Bernstein, der von 1922 bis 1925 das dortige Labor für Biomechanik leitete. 
Zur Finanzierung seiner Ideen gründete Gastew 1928 die Aktiengesellschaft Ustanowka (Aufbau), die Arbeitsprozesse industrieller Betriebe überprüfte und Beratung zur Rationalisierung anbot. Erst 1931 wurde er Mitglied der Kommunistischen Partei der Sowjetunion. 1932 wurde er zudem zum Vorsitzenden des sowjetischen Büros für Standardisierung gewählt.

## Gastews lyrisches Werk
Gastev betätigte sich auch dichterisch und wurde als „Proletarischer Barde des Maschinenzeitalters“ bezeichnet. Er wird als origineller und talentierter Lyriker angesehen. 1918 erschien sein Band Поэзия рабочего удара (Poėziâ rabočego udara/Poesie des Arbeitsschlags), der verschiedene Nachauflagen erfuhr, die letzte 1971. Es ist eine Sammlung von über die Jahre verfassten Gedichten und Prosatexten, die sich künstlerisch mit der sozialen Situation der Arbeiter und dem Arbeitsprozess sowie der Revolution auseinandersetzen. Die meisten der Texte entstanden vor 1914.
Gastevs poetisches Werk Ein Packen von Ordern aus dem Jahre 1921 ist seine letzte und wohl bedeutendste lyrische Äußerung. Es erschien 1999 in deutscher Übersetzung. Er erwartete für die Zukunft den Neuen Menschen, der die Geschmeidigkeit der Tiere mit der Präzision einer Maschine verbindet. Heute noch beeindrucken die Kraft und die Formensprache der Gedichte in diesem Zyklus, denen bisweilen das Prädikat einer neuen lyrischen Gattung zuerkannt wird. Zudem geben sie ein markantes Stimmungsbild des sowjetischen Aufbaus nach der Oktoberrevolution mit all ihren Brüchen und Auswüchsen. V. Percov warf 1927 seiner Lyrik jedoch auch "beispiellosen industriellen Pathos" und "naiven und schlechten Geschmack" vor.

## Verhaftung und Tod
Das Todesdatum von Gastew wird in verschiedenen Publikationen mit dem 1. Oktober 1941 angegeben. Die Behörden gaben gegenüber seinen Angehörigen neben dem falschen Todesdatum zudem an, er sei an einer natürlichen Todesursache gestorben. Neuere Erkenntnisse revidieren diese Aussage. Er wurde am 8. September 1938 wegen „konterrevolutionärer terroristischer Aktivitäten“ verhaftet. Man inhaftierte ihn in einem Moskauer Gefängnis und verurteilte ihn durch ein Schnellgericht am 14. April 1939 zum Tode. Er hatte weder einen Verteidiger, noch die Gelegenheit, gegen das Urteil Berufung einzulegen. Am 15. April 1939 wurde Gastew erschossen. Erst mit der Öffnung der Russischen Präsidentenarchive in den 1990er Jahren war eine genauere Rekonstruktion des Geschehens möglich. Seinem Enkel Alexei Tkačenko-Gastev wurde Akteneinsicht gewährt, aufgrund derer sich die Umstände und das Datum des Todes ermitteln ließen. Tkačenko-Gastev veröffentlichte am 29. April 2005 einen Bericht im Internet über die Akteneinsicht (Dokumentenkennzeichnung: Центральный архив Федеральной Службы Безопасности Российской Федерации; Фонд уголовных дел. Д. Р-4556: Следственное дело Гастева А.К.). Das CIT wurde nach Gastews Verhaftung geschlossen. Ebenso wurden eine Reihe von Familienmitgliedern verhaftet und in den Gulag geschickt.

## Bibliografie
- Поэзия рабочего удара (Poėziâ rabočego udara/Poesie des Arbeitsschlags). P. 1918, 1919, 1921  (Nachdruck: Khudozhestvenaia literatura, Moskau 1964, 1971).
- Индустриальный мир (Industrial´nyj mir/Die industrialisierte Welt). Charkow 1919; Vremâ, Moskau 1923.
- Как надо работать (Kak nado rabotat´/Wie man arbeiten muss). 1921 (Nachdruck: Ekonomika, Leningrad 1966, Moskau 1972).
- Плановые предпосылки (Planovye predpocylki/Planungsvoraussetzungen). Moskau 1926.
- Трудовые установки (Trudowyje ustanowki/Arbeitsanlagen). CIT, Moskau 1924 (Nachdruck: Ekonomika, Moskau 1972, 1973).
- Aleksej Gastev: Ein Packen von Ordern. Text Deutsch/Russisch. Übersetzung: Cornelia Köster. Verlag Peter Engstler, Ostheim/Rhön 1999, ISBN 3-929375-21-4, (Original: Пачка ордеров. Riga 1921).